# Ryan Jimenez
Ryan Pagente Jimenez (ur. 18 grudnia 1971 w Dumaguete City) – filipiński duchowny katolicki, biskup Chalan Kanoa na Marianach Północnych w latach 2016–2024, arcybiskup metropolita Hagåtña od 2024. 

## Życiorys
Święcenia kapłańskie otrzymał 8 grudnia 2003 i został inkardynowany do diecezji Chalan Kanoa. Był m.in. sekretarzem biskupim, rektorem kościoła katedralnego oraz kanclerzem kurii. Od 2010 administrator diecezji.
24 czerwca 2016 papież Franciszek mianował go ordynariuszem diecezji Chalan Kanoa. Sakry udzielił mu 14 sierpnia 2016 arcybiskup Savio Hon Tai-Fai. Od listopada 2023 jest przewodniczącym Konferencji Episkopatu Pacyfiku. 6 lipca 2024 ten sam papież przeniósł go na urząd arcybiskupa metropolity Hagåtña. Ingres odbył się 15 sierpnia 2024. Paliusz otrzymał z rąk papieża Leona XIV 29 czerwca 2025.